# Eupelops suramericanus
Eupelops suramericanus är en kvalsterart som först beskrevs av Hammer 1961.  Eupelops suramericanus ingår i släktet Eupelops och familjen Phenopelopidae. Inga underarter finns listade i Catalogue of Life.